# Liste der Naturdenkmale in Furtwangen im Schwarzwald
| Naturdenkmale | Anzahl |
| ------------- | ------ |
| FND           | 3      |
| END           | 1      |
| Gesamt        | 4      |

Die Liste der Naturdenkmale in Furtwangen im Schwarzwald nennt die verordneten Naturdenkmale (ND) der im baden-württembergischen Schwarzwald-Baar-Kreis liegenden Stadt Furtwangen im Schwarzwald. In Furtwangen im Schwarzwald gibt es insgesamt vier als Naturdenkmal geschützte Objekte, davon drei flächenhafte Naturdenkmale (FND) und ein Einzelgebilde-Naturdenkmal (END).
Stand: 31. Oktober 2016.

## Flächenhafte Naturdenkmale (FND)
| Name                                  | Bild | Kennung     | Einzelheiten                          | Position | Fläche Hektar | Datum        |
| ------------------------------------- | ---- | ----------- | ------------------------------------- | -------- | ------------- | ------------ |
| Bregquelle (Donauquelle)              |      | 83260170001 | Furtwangen im Schwarzwald             | ⊙        | 0,0           | 3. Mai 1957  |
| Martinskapelle                        | BW   | 83260170004 | Simonswald, Furtwangen im Schwarzwald | ⊙        | 3,8           | 1. März 1990 |
| Übergangsmoor Talmatte/Gfälldeibenhof | BW   | 83260170003 | Furtwangen im Schwarzwald             | ⊙        | 0,8           | 4. Sep. 1986 |
| Legende für Naturdenkmal              |      |             |                                       |          |               |              |

## Einzelgebilde (END)
| Name                     | Bild | Kennung     | Einzelheiten                                                          | Position | Fläche Hektar | Datum         |
| ------------------------ | ---- | ----------- | --------------------------------------------------------------------- | -------- | ------------- | ------------- |
| 1 Ahorn                  |      | 83260170002 | Furtwangen im Schwarzwald Nicht mehr in der LUBW-Datenbank vorhanden. | ???      | 0,0           | 11. Dez. 1959 |
| Legende für Naturdenkmal |      |             |                                                                       |          |               |               |